# USA Basketball Male Athlete of the Year
O USA Basketball Male Athlete of the Year (em português: USA Basketball Atleta Masculino do Ano) é um prêmio entregue anualmente desde 1980 pela USA Basketball, para o melhor jogador masculino da Seleção Estadunidense de Basquetebol, durante a competição internacional que ocorre no ano. Os atuais vencedores são Carmelo Anthony e Kevin Durant.
| Ano  | Vencedores                        |
| ---- | --------------------------------- |
| 1980 | Isiah Thomas                      |
| 1981 | Kevin Boyle                       |
| 1982 | Doc Rivers                        |
| 1983 | Michael Jordan                    |
| 1984 | Michael Jordan                    |
| 1984 | Sam Perkins                       |
| 1985 | Chuck Person                      |
| 1986 | David Robinson                    |
| 1987 | Danny Manning                     |
| 1988 | Dan Majerle                       |
| 1989 | Larry Johnson                     |
| 1990 | Alonzo Mourning                   |
| 1991 | Christian Laettner                |
| 1992 | Equipe Olímpica                   |
| 1993 | Michael Finley                    |
| 1994 | Shaquille O'Neal                  |
| 1995 | Ray Allen                         |
| 1996 | Scottie Pippen                    |
| 1997 | Earl Boykins                      |
| 1998 | Elton Brand                       |
| 1999 | Gary Payton                       |
| 2000 | Alonzo Mourning                   |
| 2001 | Chris Duhon                       |
| 2002 | Reggie Miller                     |
| 2003 | Tim Duncan                        |
| 2004 | Sean May                          |
| 2004 | Chris Paul                        |
| 2005 | Shelden Williams                  |
| 2006 | Carmelo Anthony                   |
| 2007 | Jason Kidd                        |
| 2008 | Equipe Olímpica                   |
| 2009 | James Michael McAdoo              |
| 2010 | Kevin Durant                      |
| 2011 | Jabari Parker                     |
| 2012 | LeBron James                      |
| 2013 | Aaron Gordon                      |
| 2014 | Kyrie Irving                      |
| 2015 | Jalen Brunson                     |
| 2016 | Carmelo Anthony                   |
| 2016 | Kevin Durant                      |
| 2017 | Jameel Warney                     |
| 2018 | Reggie Hearn                      |
| 2019 | Robbie Hummel                     |
| 2020 | No award due to COVID-19 pandemic |
| 2021 | Kevin Durant                      |